# زبان پشه‌ای

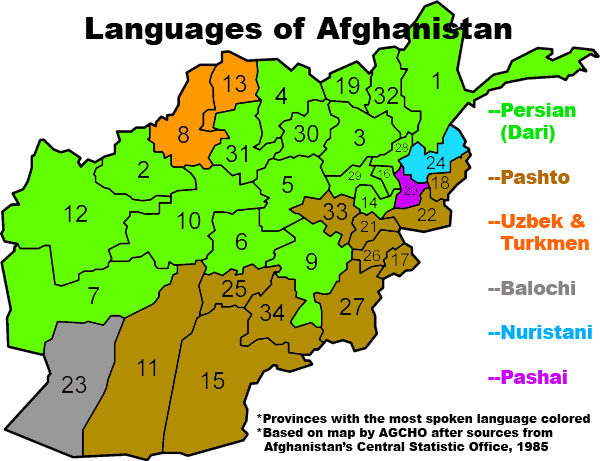
زبان‌های افغانستان

زبان پشه‌ای یکی از زبان‌های گروه داردی از زیرشاخه هندوآریایی شاخه هندوایرانی خانواده زبان‌های هندواروپایی است که در بخش‌هایی از افغانستان به آن سخن می‌گویند.
سخنوران این زبان بیشتر در ولایت‌های لغمان و ننگرهار که ولایاتی پشتون‌نشین هستند، متمرکز شده‌اند. بسیاری از پشه‌ای ها خود را پشتون‌هایی می‌دانند که به یک زبان خاص سخن می‌گویند و اکثراً به پشتو و فارسی نیز مسلطند. به دلیل همسایگی، زبان پشه‌ای از زبان‌های فارسی و پشتو تأثیر زیادی پذیرفته‌است.
اتنولوگ سخنوران این زبان را (۱۹۸۲) حدود ۲۱۷٬۰۰۰ تخمین می‌زند. درصد باسوادی در بین پشه‌ای‌ها کمتر از ۱۰٪ است.چهار گونه شمال غربی، شمال شرقی، جنوب غربی و جنوب شرقی از این زبان وجود دارد که هرکدام دربرگیرنده چند لهجه (گویش) هستند.
زبان پشه‌ای در چند دهه گذشته دارای رسم‌الخط (الفبا) شده‌است. پشه‌ای ۴۷ واج دارد که برخی واج‌های آن با واج‌های دیگر زبان‌های هندوآریایی تفاوت‌هایی دارند. به‌طور مثال در این زبان حرفی وجود دارد که شبیه شین است ولی دقیقاً شین نیست و متفاوت است که در زبان‌های عربی و فارسی و پشتو وجود ندارد یا الفی که در زبان پشه‌ای است به چندین لحن گفته می‌شود.